# Campeonato de Clausura 2024 (Costa Rica)
El Campeonato Clausura 2024 fue la 122.ª edición del campeonato de liga de la Primera División del fútbol costarricense, que concluyó la temporada 2023-24.
El dedicado de este certamen fue el exdirectivo Roberto Chacón Muriilo, quien fuera presidente de la Liga Deportiva Alajuelense, de 1978 a 1986, donde alcanzó 3 títulos nacionales y 1 cetro de Concacaf durante su gestión como presidente rojinegro. Chacón falleció el año anterior, también fue diputado durante el periodo de 1966-1970 por el Partido Unión Liberal.
Entre las novedades que se dieron estuvo que el Club Sport Herediano contó con una nueva localía para sus partidos de este torneo, ya que disputó sus compromisos de local en el Estadio Carlos Alvarado de la comunidad de Santa Bárbara de Heredia, la cual tuvo remodelaciones desde el 12 de junio del 2023. Este recinto volvió a albergar partidos de la máxima categoría, después de que fuera sede del desaparecido equipo de la A. D. Santa Bárbara que jugó en la Primera División entre 1997 y 2004. También este Estadio fue utilizado por otros clubes como Carmelita y la UCR.

## Sistema de competición
El torneo de la Liga Promerica está conformado en dos partes:
- Fase de clasificación: Se integra por las 22 jornadas del torneo.
- Fase final: Se integra por los partidos de semifinal y final.

### Fase de clasificación
En la fase de clasificación se observará el sistema de puntos. La ubicación en la tabla general está sujeta a lo siguiente:
- Por juego ganado se obtendrán tres puntos.
- Por juego empatado se obtendrá un punto.
- Por juego perdido no se otorgan puntos.

En esta fase participan los 12 clubes de la Liga Promerica jugando en cada torneo todos contra todos durante las 22 jornadas respectivas, a visita recíproca.
El orden de los clubes al final de la fase de calificación del torneo corresponderá a la suma de los puntos obtenidos por cada uno de ellos y se presentará en forma descendente. Si al finalizar las 22 jornadas del torneo, dos o más clubes estuviesen empatados en puntos, su posición en la tabla general será determinada atendiendo a los siguientes criterios de desempate:
1. Mayor diferencia positiva general de goles. Este resultado se obtiene mediante la sumatoria de los goles anotados a todos los rivales, en cada campeonato menos los goles recibidos de estos.
2. Mayor cantidad de goles a favor, anotados a todos los rivales dentro de la misma competencia.
3. Mejor puntuación particular que hayan conseguido en las confrontaciones particulares entre ellos mismos.
4. Mayor diferencia positiva particular de goles, la cual se obtiene sumando los goles de los equipos empatados y restándole los goles recibidos.
5. Mayor cantidad de goles a favor que hayan conseguido en las confrontaciones entre ellos mismos.
6. Como última alternativa, la UNAFUT realizaría un sorteo para el desempate.

### Fase final
Los cuatro clubes calificados para esta fase del torneo serán reubicados de acuerdo con el lugar que ocupen en la tabla general al término de la jornada 22, con el puesto del número uno al club mejor clasificado, y así hasta el número cuatro. Al equipo líder se le otorga un lugar para una eventual final en caso de no ganar la segunda ronda, de lo contrario se proclamaría campeón automáticamente. Los partidos a esta fase se desarrollarán a visita, en las siguientes etapas:
- Semifinales
- Final de segunda ronda
- Gran final

Los clubes vencedores en los partidos de semifinal serán aquellos que en los dos juegos anoten el mayor número de goles. De existir empate en el número de goles anotados, la posición se definirá a favor del club con mayor cantidad de goles a favor cuando actúe como visitante. Si persiste la igualdad en los marcadores, se darán treinta minutos de tiempo suplementario en los cuales ya no valdría la regla de gol de visita. Los equipos tendrán derecho a una sustitución adicional y si vuelve a haber empate, los lanzamientos desde el punto de penal definirán al vencedor.
Los partidos de semifinales se jugarán de la siguiente manera:
En las finales participarán los dos clubes vencedores de las semifinales, donde el equipo que cierra la serie será aquel que haya conseguido la mejor posición en la tabla.
Disputará el título, mediante una gran final, el club que haya superado las dos series incluyendo al conjunto que fue líder de la clasificación. Esta última etapa puede evitarse si el equipo líder vence en estas dos instancias, quedando campeón de forma automática. Para la gran final, la regla de gol de visita ya no tendría efecto.

## Equipos participantes

### Equipos por provincia
Para la temporada 2023-24, las provincias con más equipos en la Primera División son San José y Alajuela con tres.
| Saprissa Guanacasteca Sporting Herediano Grecia Alajuelense San Carlos Pérez Zeledón Liberia Cartaginés Santos Puntarenas |

| Provincia  | N.º | Equipos                            |
| ---------- | --- | ---------------------------------- |
| San José   | 3   | Pérez Zeledón, Saprissa y Sporting |
| Alajuela   | 3   | Alajuelense, Grecia y San Carlos   |
| Limón      | 1   | Santos                             |
| Cartago    | 1   | Cartaginés                         |
| Guanacaste | 2   | Guanacasteca y Municipal Liberia   |
| Heredia    | 1   | Herediano                          |
| Puntarenas | 1   | Puntarenas                         |

### Información de los equipos
| Equipo        | Ciudad                   | Entrenador              | Capitán             | Estadio           | Aforo  | Proveedor   | Patrocinador principal (en la equipación) | Transmisión (televisora principal) |
| ------------- | ------------------------ | ----------------------- | ------------------- | ----------------- | ------ | ----------- | ----------------------------------------- | ---------------------------------- |
| Alajuelense   | Alajuela                 | Alexandre Guimarães     | Leonel Moreira      | Morera Soto       | 17 700 | Umbro       | Kölbi                                     |                                    |
| Cartaginés    | Cartago                  | Greivin Mora            | José Gabriel Vargas | "Fello" Meza      | 12 880 | Monarca     | Banco Nacional                            |                                    |
| Grecia        | Grecia                   | Javier San Román        | Jean Carlo Agüero   | Rafael Bolaños    | 2 500  | Textiles JB | Super Rosvil                              |                                    |
| Guanacasteca  | Nicoya                   | Yosimar Arias           | Pedro Leal          | Chorotega         | 5 500  | OLE Sports  | Banco Nacional                            |                                    |
| Herediano     | Heredia                  | Héctor Altamirano       | Elías Aguilar       | Carlos Alvarado   | 4 000  | Diadora     | Kölbi                                     |                                    |
| Liberia       | Liberia                  | Minor Díaz              | Christian Reyes     | Edgardo Baltodano | 7 000  | Monarca     | Universidad Isaac Newton                  |                                    |
| Puntarenas    | Puntarenas               | Carlos Rodríguez        | José Leiva          | "Lito" Pérez      | 4 105  | Textiles JB | Tigo                                      | Archivo:Tigo Sports logo.svg       |
| Pérez Zeledón | San Isidro de El General | Luis Fernando Fallas    | Bryan Segura        | Municipal         | 6 000  | Textiles JB | Transportes Arguedas                      |                                    |
| San Carlos    | Ciudad Quesada           | Luis Marín              | Jonathan McDonald   | Carlos Ugalde     | 7 000  | Monarca     | Coopelesca                                | Archivo:Tigo Sports logo.svg       |
| Santos        | Guápiles                 | Julio César Dely Valdés | Jhamir Ordain       | Ebal Rodríguez    | 3 300  | ViveSports  | COLONO Construcciones                     | Archivo:Tigo Sports logo.svg       |
| Saprissa      | San Juan de Tibás        | Vladimir Quesada        | Mariano Torres      | Ricardo Saprissa  | 20 558 | Kappa       | BAC Credomatic                            |                                    |
| Sporting      | Pavas                    | Hernán Medford          | Luis Flores Cordero | Ernesto Rohrmoser | 3 000  | Monarca     | DoradoBet                                 | Archivo:Tigo Sports logo.svg       |

#### Relevo de entrenadores
| Equipo        | Entrenador (Jornadas)    | Fecha de vacante | Tipo de despido       | Posición en la tabla | Entrenador entrante     | Fecha de nombramiento |
| ------------- | ------------------------ | ---------------- | --------------------- | -------------------- | ----------------------- | --------------------- |
| Grecia        | Javier San Román (1-3)   | 20 de enero      | Renuncia              | 8                    | Jorge Manrique(*)       | 22 de enero           |
| Grecia        | Jorge Manrique (4-7)     | 10 de marzo      | Fin de interinato     | 11                   | Javier San Román        | 10 de marzo           |
| Sporting      | Francisco Palencia (1-5) | 29 de enero      | Rescisión de contrato | 12                   | Hernán Medford          | 1 de febrero          |
| Santos        | Breansse Camacho (1-8)   | 19 de febrero    | Renuncia              | 12                   | Gustavo Martínez(*)     | 19 de febrero         |
| Santos        | Gustavo Martínez (9-10)  | 19 de febrero    | Fin de interinato     | 12                   | Julio César Dely Valdés | 1 de marzo            |
| Alajuelense   | Andrés Carevic (1-10)    | 7 de marzo       | Rescisión de contrato | 2                    | Martin Arriola(*)       | 8 de marzo            |
| Alajuelense   | Martin Arriola (11)      | 11 de marzo      | Rescisión de contrato | 3                    | Alexandre Guimarães     | 12 de marzo           |
| Pérez Zeledón | Géiner Segura (1-11)     | 11 de marzo      | Rescisión de contrato | 8                    | Víctor Abelenda(*)      | 12 de marzo           |
| Pérez Zeledón | Víctor Abelenda(12-15)   | 31 de marzo      | Fin del interinato    | 8                    | Luis Fernando Fallas    | 1 de abril            |
| Cartaginés    | Mario García (1-15)      | 2 de abril       | Rescisión de contrato | 10                   | Greivin Mora (*)        | 2 de abril            |
| Guanacasteca  | Horacio Esquivel (1-20)  | 30 de abril      | Rescisión de contrato | 7                    | Yosimar Arias           | 30 de abril           |
| Puntarenas    | Douglas Sequeira (1-21)  | 8 de mayo        | Rescisión de contrato | 10                   | Carlos Rodríguez (*)    | 9 de mayo             |

(*) Interino
PD: El club Santos de Guápiles mantuvo a Gustavo Martínez desde la jornada 9 hasta la jornada 10, y para la jornada 11 se mantuvo de manera interina Argenis Fernández, pese el anuncio oficial del técnico Julio César Dely Valdés el 1 de marzo.

## Estadios
|                                                                                         |                                                                                        |                                                                                              |
|                                                                                         |                                                                                        |                                                                                              |
| Estadio Ricardo Saprissa Ciudad: Tibás, San José Capacidad: 21 456 Club: Saprissa       | Estadio Morera Soto Ciudad: Alajuela Capacidad: 17 700 Club: Alajuelense               | Estadio "Fello" Meza Ciudad: Cartago Capacidad: 8 831 Club: Cartaginés                       |
|                                                                                         |                                                                                        |                                                                                              |
| Estadio Carlos Alvarado Ciudad: Santa Bárbara, Heredia Capacidad: 5 000 Club: Herediano | Estadio "Lito" Pérez Ciudad: Puntarenas Capacidad: 4 105 Club: Puntarenas              | Estadio Carlos Ugalde Ciudad: San Carlos, Alajuela Capacidad: 4 080 Club: San Carlos         |
|                                                                                         |                                                                                        |                                                                                              |
| Estadio Chorotega Ciudad: Nicoya, Guanacaste Capacidad: 4 000 Club: Guanacasteca        | Estadio Municipal Ciudad: Pérez Zeledón, San José Capacidad: 3 259 Club: Pérez Zeledón | Estadio Ernesto Rohrmoser Ciudad: Pavas, San José Capacidad: 3 000 Club: Sporting            |
|                                                                                         |                                                                                        |                                                                                              |
| Estadio Rafael Bolaños Ciudad: El Coyol, Alajuela Capacidad: 2 400 Clubes: Grecia       | Estadio Ebal Rodríguez Ciudad: Guápiles, Limón Capacidad: 2 250 Clubes: Santos         | Estadio Edgardo Baltodano Briceño Ciudad: Liberia, Guanacaste Capacidad: 7 000 Club: Liberia |

## Justicia deportiva
Los árbitros de cada partido son designados por una comisión creada para tal objetivo e integrada por representantes de la Federación Costarricense de Fútbol. Para este torneo, los colegiados de la categoría son los siguientes (se muestra entre paréntesis su nombramiento internacional y el año desde que recibieron la distinción). Los árbitros que no pasen las pruebas físicas previo al inicio del torneo serán excluidos del mismo por un periodo determinado hasta que logren la aprobación. Los árbitros que impartirán justicia en esta edición serán:
| - Adrián Chinchilla - Allen Quirós - Brayan Cruz - Cristian Rodríguez - Esteban Fallas - Geiner Zúñiga - Hugo Cruz | - Marco Guido - Pablo Camacho - Pedro Navarro - Raúl Eduarte - Rigo Prendas - Steven Madrigal - William Mattus - Yeudy Rojas | - Ricardo Montero (árbitro FIFA) (2011) - Marianela Araya (árbitra FIFA) (2014) - Juan Gabriel Calderón (árbitro FIFA) (2017) - Benjamín Pineda (árbitro FIFA) (2019) - Keylor Herrera (árbitro FIFA) (2019) - David Gómez (árbitro FIFA) (2021) - Josué Ugalde (árbitro FIFA) (2023) |

### Uniformes
| Uniforme Arbitral Rosa | Uniforme Arbitral Verde | Uniforme Arbitral Naranja | Uniforme Arbitral Gris |

## Fase de clasificación

### Tabla de posiciones
| Pos. | Equipo             | Pts. | PJ | G  | E | P  | GF | GC | Dif. | Clasificación |
| ---- | ------------------ | ---- | -- | -- | - | -- | -- | -- | ---- | ------------- |
| 1    | Deportivo Saprissa | 48   | 22 | 14 | 6 | 2  | 41 | 18 | +23  | Gran Final    |
| 2    | C. S. Herediano    | 44   | 22 | 13 | 5 | 4  | 34 | 17 | +17  | Semifinales   |
| 3    | L. D. Alajuelense  | 41   | 22 | 11 | 8 | 3  | 37 | 18 | +19  | Semifinales   |
| 4    | A. D. San Carlos   | 37   | 22 | 10 | 7 | 5  | 40 | 29 | +11  | Semifinales   |
| 5    | Municipal Liberia  | 37   | 22 | 11 | 4 | 7  | 36 | 31 | +5   |               |
| 6    | Sporting F. C.     | 32   | 22 | 9  | 5 | 8  | 29 | 29 | 0    |               |
| 7    | A. D. Guanacasteca | 30   | 22 | 8  | 6 | 8  | 30 | 28 | +2   |               |
| 8    | Pérez Zeledón      | 23   | 22 | 6  | 5 | 11 | 19 | 30 | −11  |               |
| 9    | C. S. Cartaginés   | 20   | 22 | 4  | 8 | 10 | 21 | 30 | −9   |               |
| 10   | Puntarenas F. C.   | 19   | 22 | 4  | 7 | 11 | 18 | 31 | −13  |               |
| 11   | Municipal Grecia   | 15   | 22 | 3  | 6 | 13 | 18 | 31 | −13  |               |
| 12   | Santos de Guápiles | 15   | 22 | 4  | 3 | 15 | 19 | 50 | −31  | Último lugar  |

 Fuente: Liga Promerica

### Evolución
| Jornada           | 1  | 2  | 3  | 4  | 5  | 6  | 7  | 8  | 9  | 10 | 11 | 12 | 13 | 14 | 15 | 16 | 17 | 18 | 19 | 20 | 21 | 22 |
| Equipo            |    |    |    |    |    |    |    |    |    |    |    |    |    |    |    |    |    |    |    |    |    |    |
| ----------------- | -- | -- | -- | -- | -- | -- | -- | -- | -- | -- | -- | -- | -- | -- | -- | -- | -- | -- | -- | -- | -- | -- |
| Saprissa          | 1  | 5  | 5  | 6  | 7  | 3  | 3  | 4  | 5  | 6  | 6  | 6  | 6  | 4  | 3  | 3  | 2  | 2  | 2  | 1  | 1  | 1  |
| Herediano         | 4  | 3  | 4  | 4  | 1  | 2  | 1  | 1  | 1  | 1  | 1  | 1  | 1  | 1  | 1  | 1  | 1  | 1  | 1  | 2  | 2  | 2  |
| Alajuelense       | 5  | 4  | 3  | 2  | 4  | 1  | 2  | 2  | 3  | 3  | 3  | 3  | 3  | 3  | 4  | 4  | 4  | 4  | 4  | 4  | 3  | 3  |
| San Carlos        | 3  | 1  | 1  | 3  | 5  | 6  | 5  | 3  | 2  | 2  | 2  | 2  | 2  | 2  | 2  | 2  | 3  | 3  | 3  | 3  | 4  | 4  |
| Municipal Liberia | 7  | 10 | 10 | 7  | 6  | 7  | 8  | 6  | 6  | 4  | 5  | 5  | 5  | 6  | 5  | 6  | 5  | 5  | 5  | 5  | 5  | 5  |
| Sporting          | 8  | 9  | 9  | 10 | 12 | 11 | 9  | 9  | 10 | 7  | 7  | 7  | 7  | 7  | 7  | 7  | 7  | 7  | 6  | 6  | 6  | 6  |
| Guanacasteca      | 6  | 2  | 2  | 1  | 3  | 5  | 4  | 5  | 4  | 5  | 4  | 4  | 4  | 5  | 6  | 5  | 6  | 6  | 7  | 7  | 7  | 7  |
| Pérez Zeledón     | 9  | 7  | 7  | 8  | 8  | 8  | 7  | 8  | 7  | 8  | 8  | 8  | 8  | 9  | 8  | 8  | 10 | 10 | 10 | 8  | 8  | 8  |
| Cartaginés        | 2  | 6  | 6  | 5  | 2  | 4  | 6  | 7  | 8  | 9  | 10 | 10 | 10 | 10 | 10 | 10 | 8  | 8  | 8  | 9  | 9  | 9  |
| Puntarenas F. C.  | 12 | 12 | 12 | 12 | 10 | 10 | 10 | 10 | 11 | 10 | 9  | 9  | 9  | 8  | 9  | 11 | 9  | 9  | 9  | 10 | 10 | 10 |
| Grecia            | 10 | 8  | 8  | 11 | 11 | 12 | 12 | 11 | 9  | 11 | 11 | 11 | 11 | 11 | 11 | 9  | 11 | 11 | 11 | 12 | 12 | 11 |
| Santos            | 11 | 11 | 11 | 9  | 9  | 9  | 11 | 12 | 12 | 12 | 12 | 12 | 12 | 12 | 12 | 12 | 12 | 12 | 12 | 11 | 11 | 12 |

### Resumen de resultados
| Local / Visita     | ASC   | ADG   | CSC   | CSH   | SAP   | LIB   | LDA   | GRE   | MPZ   | PFC   | SAN   | SFC   |
| ------------------ | ----- | ----- | ----- | ----- | ----- | ----- | ----- | ----- | ----- | ----- | ----- | ----- |
| A. D. San Carlos   |       | 1 - 1 | 2 - 0 | 2 - 0 | 0 - 3 | 3 - 2 | 2 - 3 | 2 - 0 | 3 - 1 | 1 - 1 | 4 - 0 | 0 - 1 |
| A. D. Guanacasteca | 0 - 1 |       | 1 - 0 | 1 - 2 | 0 - 0 | 1 - 1 | 3 - 0 | 1 - 0 | 4 - 0 | 3 - 0 | 2 - 2 | 4 - 2 |
| C. S. Cartaginés   | 3 - 1 | 1 - 2 |       | 1 - 3 | 3 - 4 | 0 - 1 | 0 - 0 | 2 - 0 | 0 - 2 | 0 - 0 | 1 - 1 | 1 - 1 |
| C. S. Herediano    | 0 - 1 | 2 - 1 | 1 - 1 |       | 2 - 1 | 4 - 0 | 1 - 1 | 3 - 3 | 1 - 0 | 3 - 0 | 2 - 1 | 2 - 0 |
| Deportivo Saprissa | 2 - 2 | 4 - 1 | 1 - 1 | 2 - 0 |       | 2 - 2 | 0 - 0 | 1 - 0 | 1 - 0 | 3 - 0 | 3 - 1 | 2 - 1 |
| Municipal Liberia  | 3 - 3 | 1 - 0 | 3 - 1 | 0 - 1 | 1 - 2 |       | 0 - 4 | 1 - 0 | 3 - 1 | 2 - 1 | 5 - 0 | 2 - 0 |
| L. D. Alajuelense  | 1 - 1 | 5 - 0 | 0 - 1 | 0 - 1 | 2 - 2 | 0 - 0 |       | 3 - 1 | 3 - 2 | 3 - 2 | 4 - 0 | 1 - 0 |
| Municipal Grecia   | 2 - 2 | 0 - 1 | 2 - 0 | 0 - 1 | 0 - 1 | 1 - 2 | 1 - 1 |       | 2 - 1 | 0 - 1 | 0 - 1 | 2 - 2 |
| Pérez Zeledón      | 2 - 1 | 0 - 0 | 2 - 2 | 1 - 0 | 1 - 0 | 0 - 3 | 0 - 1 | 1 - 1 |       | 1 - 0 | 2 - 1 | 1 - 2 |
| Puntarenas F. C    | 2 - 2 | 3 - 2 | 1 - 1 | 0 - 0 | 0 - 2 | 1 - 2 | 0 - 1 | 0 - 0 | 0 - 0 |       | 3 - 1 | 2 - 1 |
| Santos de Guápiles | 2 - 4 | 0 - 0 | 0 - 2 | 0 - 4 | 1 - 3 | 3 - 0 | 0 - 3 | 0 - 2 | 2 - 1 | 2 - 1 |       | 0 - 2 |
| Sporting F. C.     | 0 - 2 | 3 - 2 | 2 - 0 | 1 - 1 | 0 - 2 | 3 - 2 | 1 - 1 | 4 - 1 | 0 - 0 | 1 - 0 | 2 - 1 |       |

|  | Victoria del equipo local     |
|  | Empate                        |
|  | Victoria del equipo visitante |

## Tabla general

### Acumulada de la temporada
| Pos. | Equipo             | Pts. | PJ | G  | E  | P  | GF | GC | Dif. |  |
| ---- | ------------------ | ---- | -- | -- | -- | -- | -- | -- | ---- |  |
| 1    | Deportivo Saprissa | 103  | 44 | 32 | 7  | 5  | 94 | 37 | +57  |  |
| 2    | C. S. Herediano    | 87   | 44 | 26 | 9  | 9  | 77 | 37 | +40  |  |
| 3    | L. D. Alajuelense  | 87   | 44 | 25 | 12 | 7  | 79 | 41 | +38  |  |
| 4    | A. D. Guanacasteca | 67   | 44 | 19 | 10 | 15 | 58 | 53 | +5   |  |
| 5    | A. D. San Carlos   | 63   | 44 | 17 | 12 | 15 | 66 | 57 | +9   |  |
| 6    | Municipal Liberia  | 59   | 44 | 16 | 11 | 17 | 71 | 74 | −3   |  |
| 7    | Sporting F. C.     | 58   | 44 | 16 | 10 | 18 | 55 | 64 | −9   |  |
| 8    | C. S. Cartaginés   | 57   | 44 | 15 | 12 | 17 | 57 | 58 | −1   |  |
| 9    | Pérez Zeledón      | 40   | 44 | 10 | 10 | 24 | 36 | 76 | −40  |  |
| 10   | Santos de Guápiles | 38   | 44 | 9  | 11 | 24 | 36 | 76 | −40  |  |
| 11   | Puntarenas F. C.   | 37   | 44 | 10 | 10 | 24 | 44 | 65 | −21  |  |
| 12   | Municipal Grecia   | 30   | 44 | 6  | 12 | 26 | 37 | 73 | −36  |  |

 Fuente: Liga Promerica
Notas:
1. ↑  El Puntarenas F. C. perdió 3 pts por no cumplir la regla sub21 al no sumar los 1,440 minutos en el Apertura 2023.[5]

|  | Copa Centroamericana 2024                               |
|  | Campeón del Torneo Apertura 2023 y Torneo Clausura 2024 |
|  | Descenso de categoría.                                  |

## Resultados
- El calendario de los partidos se dio a conocer el 18 Diciembre del 2023
- Los horarios corresponden al tiempo de Costa Rica (UTC-6).

| L. D. Alajuelense  | 1 - 0 | Sporting F. C.    | Nacional        | 12 de enero | 20:00 |                              |
| A. D. Guanacasteca | 1 - 0 | Municipal Grecia  | Chorotega       | 13 de enero | 15:00 |                              |
| Santos de Guápiles | 0 - 2 | C. S. Cartaginés  | Ebal Rodríguez  | 13 de enero | 16:00 | Archivo:Tigo Sports logo.svg |
| A. D. San Carlos   | 3 - 2 | Municipal Liberia | Carlos Ugalde   | 13 de enero | 19:00 | Archivo:Tigo Sports logo.svg |
| Deportivo Saprissa | 3 - 0 | Puntarenas F. C.  | Nacional        | 13 de enero | 20:00 |                              |
| C. S. Herediano    | 1 - 0 | Pérez Zeledón     | Carlos Alvarado | 14 de enero | 16:00 |                              |

| Santos de Guápiles | 2 - 4 | A. D. San Carlos   | Ebal Rodríguez    | 16 de enero | 19:00 | Archivo:Tigo Sports logo.svg |
| C. S. Cartaginés   | 1 - 2 | A. D. Guanacasteca | "Fello" Meza      | 16 de enero | 20:00 |                              |
| Municipal Grecia   | 2 - 2 | Sporting F. C.     | Rafael Bolaños    | 17 de enero | 15:00 |                              |
| Puntarenas F. C.   | 0 - 1 | L. D. Alajuelense  | "Lito" Pérez      | 17 de enero | 19:00 | Archivo:Tigo Sports logo.svg |
| Municipal Liberia  | 0 - 1 | C. S. Herediano    | Edgardo Baltodano | 17 de enero | 20:00 |                              |
| Pérez Zeledón      | 1 - 0 | Deportivo Saprissa | Municipal         | 18 de enero | 20:00 |                              |

| A. D. Guanacasteca | 2 - 2 | Santos de Guápiles | Chorotega         | 20 de enero | 15:00 |                              |
| L. D. Alajuelense  | 0 - 0 | Municipal Liberia  | Morera Soto       | 20 de enero | 18:00 |                              |
| Puntarenas F. C.   | 0 - 0 | Municipal Grecia   | "Lito" Pérez      | 20 de enero | 20:00 | Archivo:Tigo Sports logo.svg |
| C. S. Herediano    | 0 - 1 | A. D. San Carlos   | Carlos Alvarado   | 20 de enero | 20:30 |                              |
| Deportivo Saprissa | 1 - 1 | C. S. Cartaginés   | Nacional          | 21 de enero | 16:00 |                              |
| Sporting F. C.     | 0 - 0 | Pérez Zeledón      | Ernesto Rohrmoser | 21 de enero | 18:00 | Archivo:Tigo Sports logo.svg |

| C. S. Cartaginés   | 2 - 0 | Municipal Grecia   | "Fello" Meza      | 23 de enero | 20:00 |                              |
| A. D. Guanacasteca | 4 - 2 | Sporting F. C.     | Chorotega         | 24 de enero | 15:00 |                              |
| Santos de Guápiles | 2 - 1 | Pérez Zeledón      | Ebal Rodríguez    | 24 de enero | 18:00 | Archivo:Tigo Sports logo.svg |
| C. S. Herediano    | 2 - 1 | Deportivo Saprissa | Carlos Alvarado   | 24 de enero | 20:00 |                              |
| A. D. San Carlos   | 2 - 3 | L. D. Alajuelense  | Carlos Ugalde     | 25 de enero | 19:00 | Archivo:Tigo Sports logo.svg |
| Municipal Liberia  | 2 - 1 | Puntarenas F. C.   | Edgardo Baltodano | 25 de enero | 20:00 |                              |

| Municipal Grecia  | 0 - 1 | C. S. Herediano    | Rafael Bolaños    | 27 de enero | 15:00 |                              |
| Sporting F. C.    | 0 - 2 | Deportivo Saprissa | Ernesto Rohrmoser | 27 de enero | 18:00 | Archivo:Tigo Sports logo.svg |
| Pérez Zeledón     | 2 - 1 | A. D. San Carlos   | Municipal         | 27 de enero | 20:00 |                              |
| Puntarenas F. C.  | 3 - 2 | A. D. Guanacasteca | "Lito" Pérez      | 28 de enero | 15:00 | Archivo:Tigo Sports logo.svg |
| L. D. Alajuelense | 0 - 1 | C. S. Cartaginés   | Morera Soto       | 28 de enero | 16:00 |                              |
| Municipal Liberia | 5 - 0 | Santos de Guápiles | Edgardo Baltodano | 28 de enero | 19:00 |                              |

| Deportivo Saprissa | 1 - 0 | Municipal Grecia   | Ricardo Saprissa  | 1 de febrero  | 20:00 |                              |
| Sporting F. C.     | 1 - 0 | Puntarenas F. C.   | Ernesto Rohrmoser | 20 de febrero | 19:00 | Archivo:Tigo Sports logo.svg |
| L. D. Alajuelense  | 3 - 2 | Pérez Zeledón      | Morera Soto       | 20 de febrero | 20:00 |                              |
| A. D. Guanacasteca | 1 - 1 | Municipal Liberia  | Chorotega         | 21 de febrero | 15:00 |                              |
| A. D. San Carlos   | 2 - 0 | C. S. Cartaginés   | Carlos Ugalde     | 21 de febrero | 19:00 | Archivo:Tigo Sports logo.svg |
| C. S. Herediano    | 2 - 1 | Santos de Guápiles | Carlos Alvarado   | 21 de febrero | 20:00 |                              |

| Municipal Liberia  | 1 - 2 | Deportivo Saprissa | Edgardo Baltodano | 10 de febrero | 18:00 |                              |
| A. D. San Carlos   | 1 - 1 | A. D. Guanacasteca | Carlos Ugalde     | 10 de febrero | 19:00 | Archivo:Tigo Sports logo.svg |
| Pérez Zeledón      | 1 - 0 | Puntarenas F. C.   | Municipal         | 10 de febrero | 21:00 |                              |
| C. S. Cartaginés   | 1 - 3 | C. S. Herediano    | "Fello" Meza      | 11 de febrero | 11:00 |                              |
| Municipal Grecia   | 1 - 1 | L. D. Alajuelense  | Rafael Bolaños    | 11 de febrero | 15:00 |                              |
| Santos de Guápiles | 0 - 2 | Sporting F. C.     | Ebal Rodríguez    | 11 de febrero | 17:00 | Archivo:Tigo Sports logo.svg |

| Sporting F. C.     | 0 - 2 | A. D. San Carlos   | Ernesto Rohrmoser | 16 de febrero | 18:00 | Archivo:Tigo Sports logo.svg |
| Deportivo Saprissa | 0 - 0 | L. D. Alajuelense  | Ricardo Saprissa  | 16 de febrero | 21:00 |                              |
| Municipal Grecia   | 2 - 1 | Pérez Zeledón      | Rafael Bolaños    | 17 de febrero | 15:00 |                              |
| Puntarenas F. C.   | 3 - 1 | Santos de Guápiles | "Lito" Pérez      | 17 de febrero | 19:15 | Archivo:Tigo Sports logo.svg |
| C. S. Cartaginés   | 0 - 1 | Municipal Liberia  | "Fello" Meza      | 18 de febrero | 11:00 |                              |
| C. S. Herediano    | 2 - 1 | A. D. Guanacasteca | Carlos Alvarado   | 18 de febrero | 18:00 |                              |

| A. D. Guanacasteca | 0 - 0 | Deportivo Saprissa | Chorotega         | 24 de febrero | 15:00 |                              |
| L. D. Alajuelense  | 0 - 1 | C. S. Herediano    | Morera Soto       | 24 de febrero | 18:00 |                              |
| A. D. San Carlos   | 1 - 1 | Puntarenas F. C.   | Carlos Ugalde     | 24 de febrero | 19:30 | Archivo:Tigo Sports logo.svg |
| Santos de Guápiles | 0 - 2 | Municipal Grecia   | Ebal Rodríguez    | 25 de febrero | 15:00 | Archivo:Tigo Sports logo.svg |
| Municipal Liberia  | 2 - 0 | Sporting F. C.     | Edgardo Baltodano | 25 de febrero | 15:00 |                              |
| Pérez Zeledón      | 2 - 2 | C. S. Cartaginés   | Municipal         | 25 de febrero | 18:00 |                              |

| L. D. Alajuelense  | 4 - 0 | Santos de Guápiles | Morera Soto       | 1 de marzo | 20:00 |                              |
| Municipal Grecia   | 1 - 2 | Municipal Liberia  | Rafael Bolaños    | 2 de marzo | 15:00 |                              |
| Puntarenas F. C.   | 0 - 0 | C. S. Herediano    | "Lito" Pérez      | 2 de marzo | 15:00 | Archivo:Tigo Sports logo.svg |
| Pérez Zeledón      | 0 - 0 | A. D. Guanacasteca | Municipal         | 2 de marzo | 20:00 |                              |
| Deportivo Saprissa | 2 - 2 | A. D. San Carlos   | Ricardo Saprissa  | 3 de marzo | 16;00 |                              |
| Sporting F. C.     | 2 - 0 | C. S. Cartaginés   | Ernesto Rohrmoser | 3 de marzo | 18:00 | Archivo:Tigo Sports logo.svg |

| Municipal Liberia  | 3 - 1 | Pérez Zeledón      | Edgardo Baltodano | 8 de marzo  | 20:00 |                              |
| C. S. Cartaginés   | 0 - 0 | Puntarenas F. C.   | "Fello" Meza      | 9 de marzo  | 17:00 |                              |
| A. D. San Carlos   | 2 - 0 | Municipal Grecia   | Carlos Ugalde     | 9 de marzo  | 19:00 | Archivo:Tigo Sports logo.svg |
| C. S. Herediano    | 2 - 0 | Sporting F. C.     | Carlos Alvarado   | 9 de marzo  | 20:00 |                              |
| A. D. Guanacasteca | 3 - 0 | L. D. Alajuelense  | Chorotega         | 10 de marzo | 15:00 |                              |
| Santos de Guápiles | 1 - 3 | Deportivo Saprissa | Ebal Rodríguez    | 10 de marzo | 16:00 | Archivo:Tigo Sports logo.svg |

| Municipal Liberia | 3 - 3 | A. D. San Carlos   | Edgardo Baltodano | 24 de abril | 20:00 |                              |
| Municipal Grecia  | 0 - 1 | A. D. Guanacasteca | Rafael Bolaños    | 3 de mayo   | 15:00 |                              |
| Pérez Zeledón     | 1 - 0 | C. S. Herediano    | Municipal         | 4 de mayo   | 19:00 |                              |
| Sporting F. C.    | 1 - 1 | L. D. Alajuelense  | Ernesto Rohrmoser | 4 de mayo   | 19:00 | Archivo:Tigo Sports logo.svg |
| C. S. Cartaginés  | 1 - 1 | Santos de Guápiles | "Fello" Meza      | 5 de mayo   | 11:00 |                              |
| Puntarenas F. C.  | 0 - 2 | Deportivo Saprissa | "Lito" Pérez      | 5 de mayo   | 15:00 | Archivo:Tigo Sports logo.svg |

| L. D. Alajuelense  | 3 - 2 | Puntarenas F. C.   | Morera Soto       | 8 de febrero  | 20:00 |                              |
| A. D. San Carlos   | 4 - 0 | Santos de Guápiles | Carlos Ugalde     | 27 de febrero | 19:00 | Archivo:Tigo Sports logo.svg |
| A. D. Guanacasteca | 1 - 0 | C. S. Cartaginés   | Chorotega         | 28 de febrero | 15:00 |                              |
| Sporting F. C.     | 4 - 1 | Municipal Grecia   | Ernesto Rohrmoser | 28 de febrero | 18:30 | Archivo:Tigo Sports logo.svg |
| C. S. Herediano    | 4 - 0 | Municipal Liberia  | Carlos Alvarado   | 28 de febrero | 20:00 |                              |
| Deportivo Saprissa | 1 - 0 | Pérez Zeledón      | Ricardo Saprissa  | 3 de abril    | 20:00 |                              |

| Pérez Zeledón      | 1 - 2 | Sporting F. C.     | Municipal         | 26 de marzo | 17:00 |                              |
| Santos de Guápiles | 0 - 0 | A. D. Guanacasteca | Ebal Rodríguez    | 26 de marzo | 18:00 | Archivo:Tigo Sports logo.svg |
| Municipal Liberia  | 0 - 4 | L. D. Alajuelense  | Edgardo Baltodano | 26 de marzo | 19:30 |                              |
| Municipal Grecia   | 0 - 1 | Puntarenas F. C.   | Rafael Bolaños    | 27 de marzo | 15:00 |                              |
| A. D. San Carlos   | 2 - 0 | C. S. Herediano    | Carlos Ugalde     | 27 de marzo | 19:00 | Archivo:Tigo Sports logo.svg |
| C. S. Cartaginés   | 3 - 4 | Deportivo Saprissa | "Fello" Meza      | 27 de marzo | 20:00 |                              |

| Pérez Zeledón      | 2 - 1 | Santos de Guápiles | Municipal         | 29 de Mazo  | 19:00 |                              |
| Puntarenas F. C.   | 1 - 2 | Municipal Liberia  | "Lito" Pérez      | 31 de marzo | 15:00 | Archivo:Tigo Sports logo.svg |
| Deportivo Saprissa | 2 - 0 | C. S. Herediano    | Ricardo Saprissa  | 31 de marzo | 16:00 |                              |
| Sporting F. C.     | 3 - 2 | A. D. Guanacasteca | Ernesto Rohrmoser | 31 de marzo | 17:30 | Archivo:Tigo Sports logo.svg |
| L. D. Alajuelense  | 1 - 1 | A. D. San Carlos   | Morera Soto       | 31 de marzo | 19:00 |                              |
| Municipal Grecia   | 2 - 0 | C. S. Cartaginés   | Rafael Bolaños    | 1 de abril  | 15:00 |                              |

| C. S. Cartaginés   | 0 - 0 | L. D. Alajuelense | "Fello" Meza     | 6 de abril | 17:00 |                              |
| Santos de Guápiles | 3 - 0 | Municipal Liberia | Ebal Rodríguez   | 6 de abril | 17:00 | Archivo:Tigo Sports logo.svg |
| A. D. San Carlos   | 3 - 1 | Pérez Zeledón     | Carlos Ugalde    | 6 de abril | 19:15 | Archivo:Tigo Sports logo.svg |
| C. S. Herediano    | 3 - 3 | Municipal Grecia  | Carlos Alvarado  | 6 de abril | 20:00 |                              |
| A. D. Guanacasteca | 3 - 0 | Puntarenas F. C.  | Chorotega        | 7 de abril | 15:00 |                              |
| Deportivo Saprissa | 2 - 1 | Sporting F. C.    | Ricardo Saprissa | 7 de abril | 17:00 |                              |

| Municipal Liberia  | 1 - 0 | A. D. Guanacasteca | Edgardo Baltodano | 12 de abril | 20:00 |                              |
| Municipal Grecia   | 0 - 1 | Deportivo Saprissa | Rafael Bolaños    | 13 de abril | 15:00 |                              |
| Puntarenas F. C.   | 2 - 1 | Sporting F. C.     | "Lito" Pérez      | 13 de abril | 15:00 | Archivo:Tigo Sports logo.svg |
| C. S. Cartaginés   | 3 - 1 | A. D. San Carlos   | "Fello" Meza      | 13 de abril | 17:45 |                              |
| Santos de Guápiles | 0 - 4 | C. S. Herediano    | Ebal Rodríguez    | 13 de abril | 18:00 | Archivo:Tigo Sports logo.svg |
| Pérez Zeledón      | 0 - 1 | L. D. Alajuelense  | Municipal         | 13 de abril | 20:30 |                              |

| Deportivo Saprissa | 2 - 2 | Municipal Liberia  | Ricardo Saprissa  | 16 de abril | 20:00 |                              |
| Puntarenas F. C.   | 0 - 0 | Pérez Zeledón      | "Lito" Pérez      | 17 de abril | 15:00 | Archivo:Tigo Sports logo.svg |
| A. D. Guanacasteca | 0 - 1 | A. D. San Carlos   | Chorotega         | 17 de abril | 15:00 |                              |
| Sporting F. C.     | 2 - 1 | Santos de Guápiles | Ernesto Rohrmoser | 17 de abril | 18:00 | Archivo:Tigo Sports logo.svg |
| L. D. Alajuelense  | 3 - 1 | Municipal Grecia   | Morera Soto       | 17 de abril | 20:00 |                              |
| C. S. Herediano    | 1 - 1 | C. S. Cartaginés   | Carlos Alvarado   | 18 de abril | 20:00 |                              |

| Pérez Zeledón      | 1 - 1 | Municipal Grecia   | Municipal         | 20 de abril | 16:00 |                              |
| L. D. Alajuelense  | 2 - 2 | Deportivo Saprissa | Morera Soto       | 20 de abril | 20:00 |                              |
| Santos de Guápiles | 2 - 1 | Puntarenas F. C.   | Ebal Rodríguez    | 21 de abril | 17:00 | Archivo:Tigo Sports logo.svg |
| Municipal Liberia  | 3 - 1 | C. S. Cartaginés   | Edgardo Baltodano | 21 de abril | 18:00 |                              |
| A. D. San Carlos   | 0 - 1 | Sporting F. C.     | Carlos Ugalde     | 21 de abril | 19:15 | Archivo:Tigo Sports logo.svg |
| A. D. Guanacasteca | 1 - 2 | C. S. Herediano    | Edgardo Baltodano | 22 de abril | 20:00 |                              |

| Puntarenas F. C.   | 2 - 2 | A. D. San Carlos   | "Lito" Pérez      | 27 de abril | 15:00 | Archivo:Tigo Sports logo.svg |
| Municipal Grecia   | 0 - 1 | Santos de Guápiles | Rafael Bolaños    | 27 de abril | 15:00 |                              |
| Sporting F. C.     | 3 - 2 | Municipal Liberia  | Ernesto Rohrmoser | 27 de abril | 18:00 | Archivo:Tigo Sports logo.svg |
| Deportivo Saprissa | 4 - 1 | A. D. Guanacasteca | Ricardo Saprissa  | 28 de abril | 16:00 |                              |
| C. S. Herediano    | 1 - 1 | L. D. Alajuelense  | Carlos Alvarado   | 30 de abril | 20:00 |                              |
| C. S. Cartaginés   | 0 - 2 | Pérez Zeledón      | "Fello" Meza      | 1 de mayo   | 15:00 |                              |

| A. D. San Carlos   | 0 - 3 | Deportivo Saprissa | Carlos Ugalde     | 7 de mayo | 19:00 | Archivo:Tigo Sports logo.svg |
| Municipal Liberia  | 1 - 0 | Municipal Grecia   | Edgardo Baltodano | 7 de mayo | 20:00 |                              |
| A. D. Guanacasteca | 4 - 0 | Pérez Zeledón      | Edgardo Baltodano | 8 de mayo | 15:00 |                              |
| C. S. Cartaginés   | 1 - 1 | Sporting F. C.     | "Fello" Meza      | 8 de mayo | 18:00 |                              |
| Santos de Guápiles | 0 - 3 | L. D. Alajuelense  | Ebal Rodríguez    | 8 de mayo | 19:00 | Archivo:Tigo Sports logo.svg |
| C. S. Herediano    | 3 - 0 | Puntarenas F. C.   | Carlos Alvarado   | 8 de mayo | 20:30 |                              |

| Puntarenas F. C.   | 1 - 1 | C. S. Cartaginés   | "Lito" Pérez      | 11 de mayo | 17:00 | Archivo:Tigo Sports logo.svg |
| Municipal Grecia   | 2 - 2 | A. D. San Carlos   | Rafael Bolaños    | 12 de mayo | 15:00 |                              |
| Deportivo Saprissa | 3 - 1 | Santos de Guápiles | Ricardo Saprissa  | 12 de mayo | 15:00 |                              |
| L. D. Alajuelense  | 5 - 0 | A. D. Guanacasteca | Morera Soto       | 12 de mayo | 15:00 |                              |
| Pérez Zeledón      | 0 - 3 | Municipal Liberia  | Municipal         | 12 de mayo | 15:00 |                              |
| Sporting F. C.     | 1 - 1 | C. S. Herediano    | Ernesto Rohrmoser | 12 de mayo | 15:00 | Archivo:Tigo Sports logo.svg |

## Fase final

### Cuadro de desarrollo
|  | Semifinales                                    | Semifinales                                    | Semifinales                                    | Semifinales                                    | Semifinales                                    |   |    | Final                                | Final                                | Final                                | Final                                | Final                                |  |
|  | 15 y 16 de mayo (ida) 18 y 19 de mayo (vuelta) | 15 y 16 de mayo (ida) 18 y 19 de mayo (vuelta) | 15 y 16 de mayo (ida) 18 y 19 de mayo (vuelta) | 15 y 16 de mayo (ida) 18 y 19 de mayo (vuelta) | 15 y 16 de mayo (ida) 18 y 19 de mayo (vuelta) |   |    | 22 de mayo (ida) 26 de mayo (vuelta) | 22 de mayo (ida) 26 de mayo (vuelta) | 22 de mayo (ida) 26 de mayo (vuelta) | 22 de mayo (ida) 26 de mayo (vuelta) | 22 de mayo (ida) 26 de mayo (vuelta) |  |
|  |                                                |                                                |                                                |                                                |                                                |   |    |                                      |                                      |                                      |                                      |                                      |  |
|  |                                                |                                                |                                                |                                                |                                                |   |    |                                      |                                      |                                      |                                      |                                      |  |
|  | 1                                              | Deportivo Saprissa                             | 1                                              | 4                                              | 5                                              |   |    |                                      |                                      |                                      |                                      |                                      |  |
|  | 1                                              | Deportivo Saprissa                             | 1                                              | 4                                              | 5                                              |   |    |                                      |                                      |                                      |                                      |                                      |  |
|  | 4                                              | A.D. San Carlos                                | 0                                              | 0                                              | 0                                              |   |    |                                      |                                      |                                      |                                      |                                      |  |
|  | 4                                              | A.D. San Carlos                                | 0                                              | 0                                              | 0                                              |   | F2 | Deportivo Saprissa                   | 0                                    | 3                                    | 3                                    |                                      |  |
|  |                                                |                                                |                                                |                                                |                                                |   | F2 | Deportivo Saprissa                   | 0                                    | 3                                    | 3                                    |                                      |  |
|  |                                                |                                                | F1                                             | L.D. Alajuelense                               | 1                                              | 0 | 1  |                                      |                                      |                                      |                                      |                                      |  |
|  | 2                                              | C. S. Herediano                                | F1                                             | L.D. Alajuelense                               | 1                                              | 0 | 1  | 0                                    | 1                                    | 1 (0)                                |                                      |                                      |  |
|  | 2                                              | C. S. Herediano                                |                                                |                                                |                                                |   |    | 0                                    | 1                                    | 1 (0)                                |                                      |                                      |  |
|  | 3                                              | L. D. Alajuelense                              | 1                                              | 0                                              | 1 (2)                                          |   |    |                                      |                                      |                                      |                                      |                                      |  |
|  | 3                                              | L. D. Alajuelense                              | 1                                              | 0                                              | 1 (2)                                          |   |    |                                      |                                      |                                      |                                      |                                      |  |
|  |                                                |                                                |                                                |                                                |                                                |   |    |                                      |                                      |                                      |                                      |                                      |  |

### Semifinales

#### Semifinal 1
| 15 de mayo de 2024; 20:00 | L. D. Alajuelense | 1:0 (0:0) | C. S. Herediano | Morera Soto, Alajuela                                       |                                                             |
|                           | Jonathan Moya 59' |           |                 | Asistencia: 9400 espectadores Árbitro(s): Adrián Chinchilla | Asistencia: 9400 espectadores Árbitro(s): Adrián Chinchilla |

| 18 de mayo de 2024; 20:00 | C. S. Herediano                                                  | 1:0 (1:0;0:0) (t. s.)(0:2 p.)(Global 1:1) | L. D. Alajuelense                                             | Carlos Alvarado, Santa Bárbara, Heredia                  |                                                          |
|                           | Adrián Garza 82'                                                 |                                           |                                                               | Asistencia: 5000 espectadores Árbitro(s): Keylor Herrera | Asistencia: 5000 espectadores Árbitro(s): Keylor Herrera |
|                           |                                                                  | Tiros desde el punto penal                |                                                               |                                                          |                                                          |
|                           | - Everardo Rubio - Adrián Garza - Elías Aguilar - Fernán Faerron |                                           | - Celso Borges - Alexis Gamboa - Carlos Mora - Fernando Lesme |                                                          |                                                          |

#### Semifinal 2
| 16 de mayo de 2024; 19:00 | A.D. San Carlos | 0:1 (0:0) | Deportivo Saprissa | Carlos Ugalde, San Carlos, Alajuela                  |                                                      |
|                           |                 |           | David Guzmán 72'   | Asistencia: 4300 espectadores Árbitro(s): Bryan Cruz | Asistencia: 4300 espectadores Árbitro(s): Bryan Cruz |

| 19 de mayo de 2024; 17:00 | Deportivo Saprissa                                                               | 4:0 (3:0) (Global 5:0) | A.D. San Carlos | Ricardo Saprissa, Tibás, San José                        |                                                          |
|                           | Mariano Torres 28' · Ariel Rodríguez 32' · Eduardo Anderson 45' · Javon East 83' |                        |                 | Asistencia: 9.700 espectadores Árbitro(s): Pablo Camacho | Asistencia: 9.700 espectadores Árbitro(s): Pablo Camacho |

### Final

#### Final II Fase
| 22 de mayo de 2024; 20:00 | L. D. Alajuelense     | 1:0 (0:0) | Deportivo Saprissa | Morera Soto, Alajuela                                           |                                                                 |
|                           | Joshua Navarro 90+17' |           |                    | Asistencia: 8000 espectadores Árbitro(s): Juan Gabriel Calderón | Asistencia: 8000 espectadores Árbitro(s): Juan Gabriel Calderón |

| 26 de mayo de 2024; 16:00 | Deportivo Saprissa                                             | 3:0 (1:0) (Global 3:1) | L. D. Alajuelense | Ricardo Saprissa, Tibás, San José                         |                                                           |
|                           | Ariel Rodríguez 15' · Luis Paradela 71' · Orlando Sinclair 87' |                        |                   | Asistencia: 12300 espectadores Árbitro(s): Keylor Herrera | Asistencia: 12300 espectadores Árbitro(s): Keylor Herrera |

|                  |
| Campeón Saprissa |
| 40.to título     |

## Estadísticas

### Máximos goleadores
Lista con los máximos goleadores de la competencia.
| Núm. | Pos.           | Jugador           | Equipo             | Goles |
| ---- | -------------- | ----------------- | ------------------ | ----- |
| 1.º  | Delantero      | Steven Cárdenas   | Sporting F. C.     | 13    |
| 2.º  | Delantero      | Javon East        | Deportivo Saprissa | 9     |
| 2.º  | Delantero      | Jonathan Moya     | L. D. Alajuelense  | 9     |
| 2.º  | Delantero      | Luis Paradela     | Deportivo Saprissa | 9     |
| 3.º  | Delantero      | Ariel Rodríguez   | Deportivo Saprissa | 8     |
| 3.º  | Delantero      | Joel Campbell     | L. D. Alajuelense  | 8     |
| 3.º  | Delantero      | Jonathan McDonald | A.D San Carlos     | 8     |
| 7.º  | Delantero      | Brian Martínez    | A.D San Carlos     | 7     |
| 7.º  | Centrocampista | Marvin Angulo     | Municipal Liberia  | 7     |
| 9.º  | Centrocampista | Allan Cruz        | C. S. Herediano    | 6     |
| 9.º  | Delantero      | Carlos Mora       | L. D. Alajuelense  | 6     |
| 9.º  | Delantero      | Marcel Hernández  | C. S. Cartaginés   | 6     |
| 14.º | Delantero      | Andy Rojas        | C. S. Herediano    | 5     |
| 14.º | Delantero      | Cardel Benbow     | Pérez Zeledón      | 5     |
| 14.º | Delantero      | Marco Mena        | A.D San Carlos     | 5     |
| 14.º | Delantero      | Raúl Vidal        | Municipal Liberia  | 5     |
| 14.º | Defensa        | Víctor Medina     | Sporting F. C.     | 5     |

### Tripletes o más
| Fecha         | Jugador           | Goles       | Local             |  | Resultado |  | Visitante          | Jornada |
| ------------- | ----------------- | ----------- | ----------------- |  | --------- |  | ------------------ | ------- |
| 27 de febrero | Jonathan McDonald | 17' 47' 53' | A. D. San Carlos  |  | 4 - 0     |  | Santos de Guápiles | 13      |
| 26 de marzo   | Jonathan Moya     | 13' 14' 87' | Municipal Liberia |  | 0 - 4     |  | L. D. Alajuelense  | 14      |
| 31 de marzo   | Steven Cárdenas   | 6' 25' 55'  | Sporting F. C.    |  | 3 - 2     |  | A. D. Guanacasteca | 15      |

### Autogoles
| Fecha       | Jugador          | Minuto | Local              |  | Resultado |  | Visitante          | Jornada |
| ----------- | ---------------- | ------ | ------------------ |  | --------- |  | ------------------ | ------- |
| 20 de enero | Andy Rojas       | 26'    | C. S. Herediano    |  | 0 - 1     |  | A. D. San Carlos   | 3       |
| 25 de enero | Alejandro Cabral | 32'    | A. D. San Carlos   |  | 2 - 3     |  | L. D. Alajuelense  | 4       |
| 27 de marzo | Kevin Briceño    | 72'    | C. S. Cartaginés   |  | 3 - 4     |  | Deportivo Saprissa | 14      |
| 12 de mayo  | Rigo Jiménez     | 45'    | Deportivo Saprissa |  | 3 - 1     |  | Santos de Guápiles | 22      |